# SoundCloud
SoundCloud is een online audioplatform dat geluidsproducenten de mogelijkheid geeft hun origineel gecreëerde geluiden te uploaden, op te nemen, promoten en delen.

## Geschiedenis
SoundCloud werd opgericht in Stockholm door sounddesigner Alex Ljung en artiest Eric Wahlforss, maar vestigde zich in augustus 2007 in Berlijn. De achterliggende gedachte was muzikanten de mogelijkheid te geven om opnames met elkaar te delen, maar werd later omgevormd tot een publicatie-instrument dat muzikanten de mogelijkheid geeft hun muzieknummers te verspreiden.
SoundCloud telde in januari 2012 bijna 30 miljoen geregistreerde gebruikers. Ongeveer het dubbele van mei het jaar ervoor. Iedere minuut wordt er gemiddeld tien uur geluid geüpload en 180 miljoen mensen bezoeken maandelijks het platform.
Naast muziekstreaming via een website heeft SoundCloud ook diverse applicaties voor mobiele platformen ontwikkeld. In augustus 2014 bracht het bedrijf een nieuwe applicatie uit waarmee gebruikers via iPhone en iPad muziek kunnen streamen via SoundCloud.

## Eigenschappen
De voornaamste eigenschap van SoundCloud is dat het platform de gebruikers de mogelijkheid geeft hun muziek te uploaden via unieke URL's. Hierdoor kunnen de geluidsbestanden overal online geïntegreerd worden, waarbij de ingebedde links verschijnen als de muziekspeler van het platform. Op deze manier kan men door middel van een druk op de afspeelknop ook op andere websites de geluidsbestanden beluisteren wat de verspreiding vergemakkelijkt. Facebook en Twitter worden vaak gecombineerd met SoundCloud om een groter publiek te bereiken.
De geluidsbestanden worden weergegeven als geluidsgolven ('waveforms'). Op deze geluidsgolven kan men commentaren plaatsen, de zogenaamde 'timed-comments', waardoor men gericht feedback kan geven. Het is ook mogelijk om algemene commentaren te posten. 
Een andere belangrijke functie is de mogelijkheid om andere gebruikers te volgen en hun geüploade bestanden te 'liken' of 'reposten'. Wanneer men andere gebruikers volgt, verschijnen hun uploads in de zogenaamde 'stream'. Dit is een webfeed gelijkaardig aan de socialemediawebsites of blogs. Gebruikers kunnen hun profiel ook personaliseren door middel van een biografie en profielfoto. Elk profiel heeft hierbij ook zijn eigen mailbox waardoor gebruikers onder elkaar kunnen communiceren. Ook niet-geluidsproducenten maken gebruik van SoundCloud. Doordat men de uploads van anderen kan 'liken' of 'reposten' kan men zijn of haar profiel ook personaliseren en bepaalde voorkeuren uiten.

## Pro Plans
Gebruikers kunnen kiezen uit drie accounttypes. Het gratis account en de twee betaalde accounts: Pro en Pro Unlimited. Bij het Pro-account kan men tot zes uur aan geluid uploaden en in de zogenaamde 'stille modus' online zijn waardoor anderen niet zien dat de gebruiker online is. Hierbij krijgt men ook de spotlightfunctie. Deze zorgt ervoor dat niet de laatst geposte geluidsopnames van boven op het profiel staan maar de meest populaire. Bij het Pro-unlimited account krijgt men onbeperkt opslaggeheugen en meer gedetailleerde statistieken over het publiek.

## Pro Partners
Het Pro Partner-account is bedoeld voor grote merken en bedrijven en kan enkel gerealiseerd worden bij uitnodiging van SoundCloud zelf. Enkele partners zijn: Red Bull, Snoop Lion, Chris Hardwick, The Grammys, The-Dream, SModcast, The Guardian, Blue Mic, KQED en Blue Bottle Coffee. Pro Partners krijgen de mogelijkheid om een omslagfoto te plaatsen op hun account. Zij kunnen ook gebruiken maken van de functie 'Moving Sound'. Deze geeft de partners de mogelijkheid om een diashow aan hun geluid toe te voegen voor visuele begeleiding. Deze accounts worden ook makkelijker gepromoot doordat zij als eerste bij de suggesties verschijnen.

## Erkenning
SoundCloud won de Schroders Innovation Award op de Europese Tech Tour Awards van 2011.